# Hohe Marter (metro, Neurenberg)
Hohe Marter is een metrostation in de wijk Schweinau van de Duitse stad Neurenberg. Het station werd geopend op 27 september 1986 en wordt bediend door lijn U2 van de metro van Neurenberg.